# ساگارنال
ساگرنال (به لاتین: Sagornal Union) یک منطقهٔ مسکونی در بنگلادش است که در Juri Upazila واقع شده‌است. ساگرنال ۳۴٬۴۹۲ نفر جمعیت دارد.